# Timor (lied)
"Timor" is een poplied geschreven, geproduceerd en gezongen door de Colombiaanse zangeres Shakira. Het is het elfde liedje op haar tweede Engelstalige studioalbum Oral Fixation, Vol. 2. Het is het twaalfde liedje op de heruitgave van het album.

## Informatie over het lied
Timor is een protestlied omdat het kritisch is over de volgende onderwerpen
- Het juridische systeem ("the system never fails, the good guys are in power and the bad guys are in jail", dat betekent: het systeem faalt nooit, de goeden hebben de macht en de slechteriken zitten in de gevangenis)
- Het concept van de democratie ("it's alright, just as long as we can vote, we live in a democracy and that's what we promote", dat betekent: het is goed, zo lang als we kunnen stemmen, we leven in een democratie en dat is wat we aanprijzen)
- De media ("it's alright if the news says half the truth, hearing what we want is the secret of eternal youth", het is goed, als het nieuws de halve waarheid verteld, horen wat we willen is het geheim van eeuwige jeugd)
- Het misbruik van jongeren ("it's alright if the planet splits in three, 'cause I'll keep selling records and you've got your MTV", het is goed als de planeet in drie stukken uiteenvalt, want ik blijf platen verkopen en jullie hebben je MTV)

### Verwijzing van de titel
De naam is een verwijzing naar Oost-Timor, een ontwikkelingsland dat tot een paar jaar geleden een kolonie was van Portugal. Het land kreeg erg veel aandacht van de media. Het land heeft veel hulp nodig om zich te ontwikkelen; het heeft het laagste bbp per hoofd van de bevolking en de slechtste HDI van Azië.

### Hernoeming van het lied
In Indonesië werd het lied hernoemd naar It's alright, omdat de onafhankelijkheid van Timor nog steeds erg gevoelig ligt. De albumhoes werd ook veranderd, net als in een paar andere islamitische naties.